# Monumenta Poloniae historica
Monumenta Poloniae historica (пол. Pomniki dziejowe Polski) — сборник письменных памятников, относящихся к истории Польши.
Издание это задумано было А. Беловским, который ещё в 1852 году напечатал в «Dzienniku literackim» программу собрания и издания источников для польской истории и сам же немедленно взялся за её осуществление. Посетив в 1853 году несколько древних монастырей в Галиции, в 1856 году — библиотеки Вены, Праги и Дрездена, в 1857 году — Петербург, Москву, Берлин и Познань, этот самоотверженный труженик приступил к изданию добытых сокровищ на свои личные скромные средства. При печатании третьего тома издатель умер, но продолжательницей его дела явилась Краковская академия наук. Последующие тома выходили под редакцией львовского отделения исторической комиссии этой академии. Главными редакторами были А. Малецкий, К. Лиске и В. Кентржицкий. Каждый памятник снабжён обстоятельным предисловием и научными примечаниями. Всего вышло 6 томов (Львов, 1864—1892).